# Rancho Mirage Classic 1980
Il Rancho Mirage Classic 1980 è stato un torneo di tennis giocato sul cemento. È stata la 7ª edizione del Torneo di Indian Wells che fa parte del Volvo Grand Prix 1980. Il torneo si è giocato al Mission Hills Country Club di Rancho Mirage, nei pressi di Palm Springs in California, dall'11 al 17 febbraio 1980.

## Campioni

### Singolare
Il torneo si interruppe nelle semifinali a causa della pioggia, erano rimasti ancora in corsa i 4 americani Jimmy Connors, Brian Teacher, Peter Fleming e Gene Mayer

### Doppio
Il torneo del doppio si interruppe nel 2º turno a causa della pioggia